# 歷年圖
《歷年圖》，共七卷，是北宋史家司馬光作品，為《稽古錄》的第二單元，附有〈歷代論〉和〈後序〉，起迄年代與《資治通鑑》相仿，亦有「臣光曰」的史論。歷年圖可視為《資治通鑑》的初稿作品，但有些條目見於歷年圖卻不見於《通鑑》，或年代舛誤。宋英宗治平元年（1064年）司馬光呈《歷年圖》五卷。